# ماغي مور
ماغي مور (بالإنجليزية: Maggie Moore)‏ هي ممثلة أسترالية، ولدت في 10 أبريل 1851 في الولايات المتحدة، وتوفيت في 15 مارس 1926.